# Trident Support
Trident Support ist ein US-amerikanisches Unternehmen, das sich auf die Herstellung von Fahnenmasten spezialisiert hat. Bei der Herstellung von Fahnenmasten mit einer Höhe von über 100 Metern ist das Unternehmen Weltmarktführer.

## Geschichte
Das Unternehmen wurde 1996 von David Chambers und Marc Summers gegründet. 2001 errichtete das Unternehmen einen 123 Meter hohen Fahnenmast in Abu Dhabi, der damals zum höchsten der Welt aufstieg, wodurch das Unternehmen internationale Bekanntheit erlangte. In den folgenden Jahren stieg Trident Support zu einem führenden Unternehmen im Bereich Herstellung, Design und Wartung von Fahnenmasten weltweit auf. Insbesondere im Nahen Osten ist Trident Support an der Umsetzung vieler Projekte beteiligt. Außerdem profitiert das Unternehmen von dem Wettkampf um den höchsten Fahnenmast der Welt, der in den letzten Jahren vor allem von asiatischen Ländern ausgetragen wurde, wobei Trident Support häufig die Aufträge für die Errichtung der Anlagen bekam.
Heute hat das Unternehmen Büros in San Diego, Abu Dhabi und in Dubais Jebel Ali Free Zone.

## Projekte

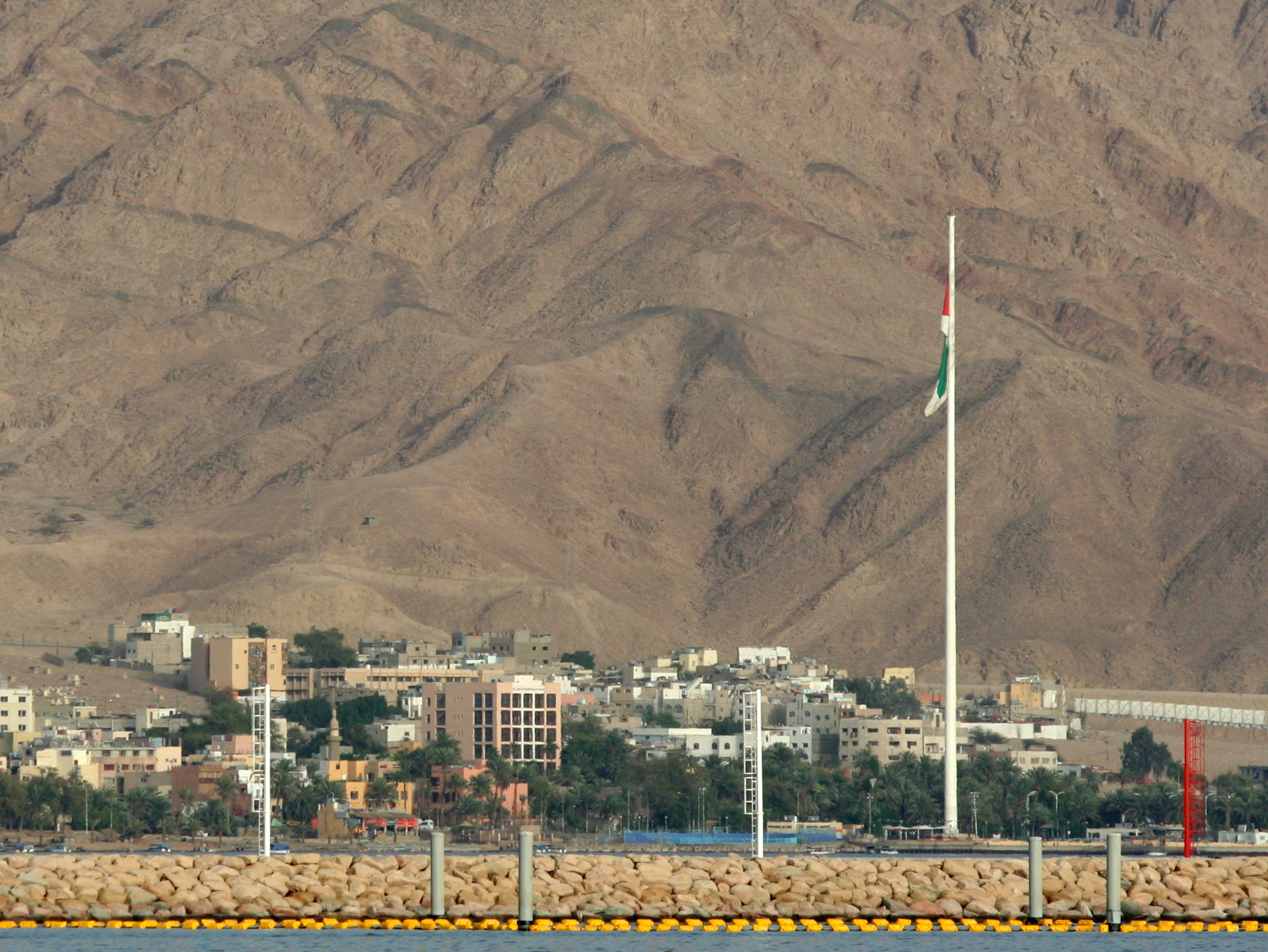
132 Meter hoher Fahnenmast in Akaba, Jordanien
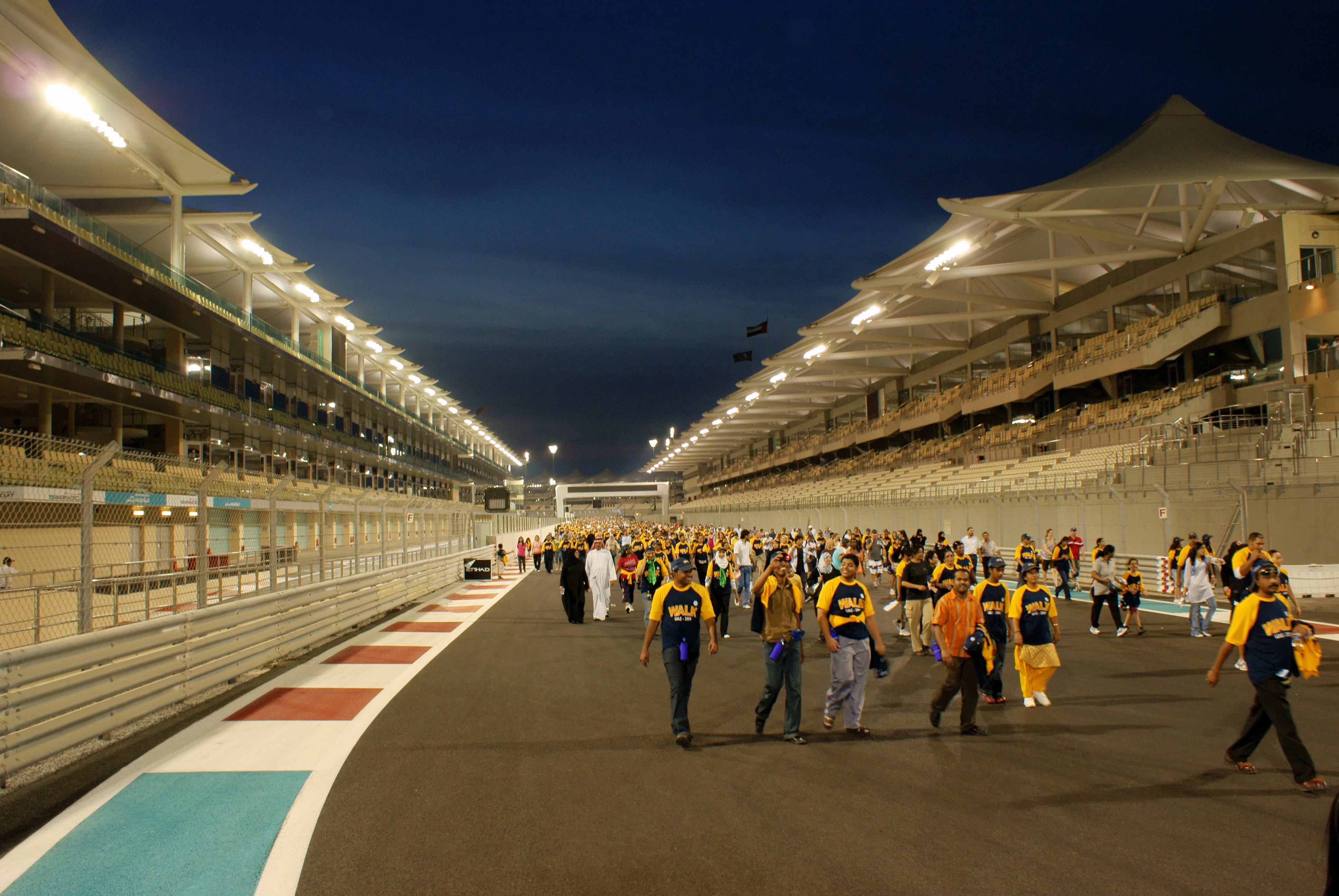
Yas Marina Circuit mit Fahnenmasten
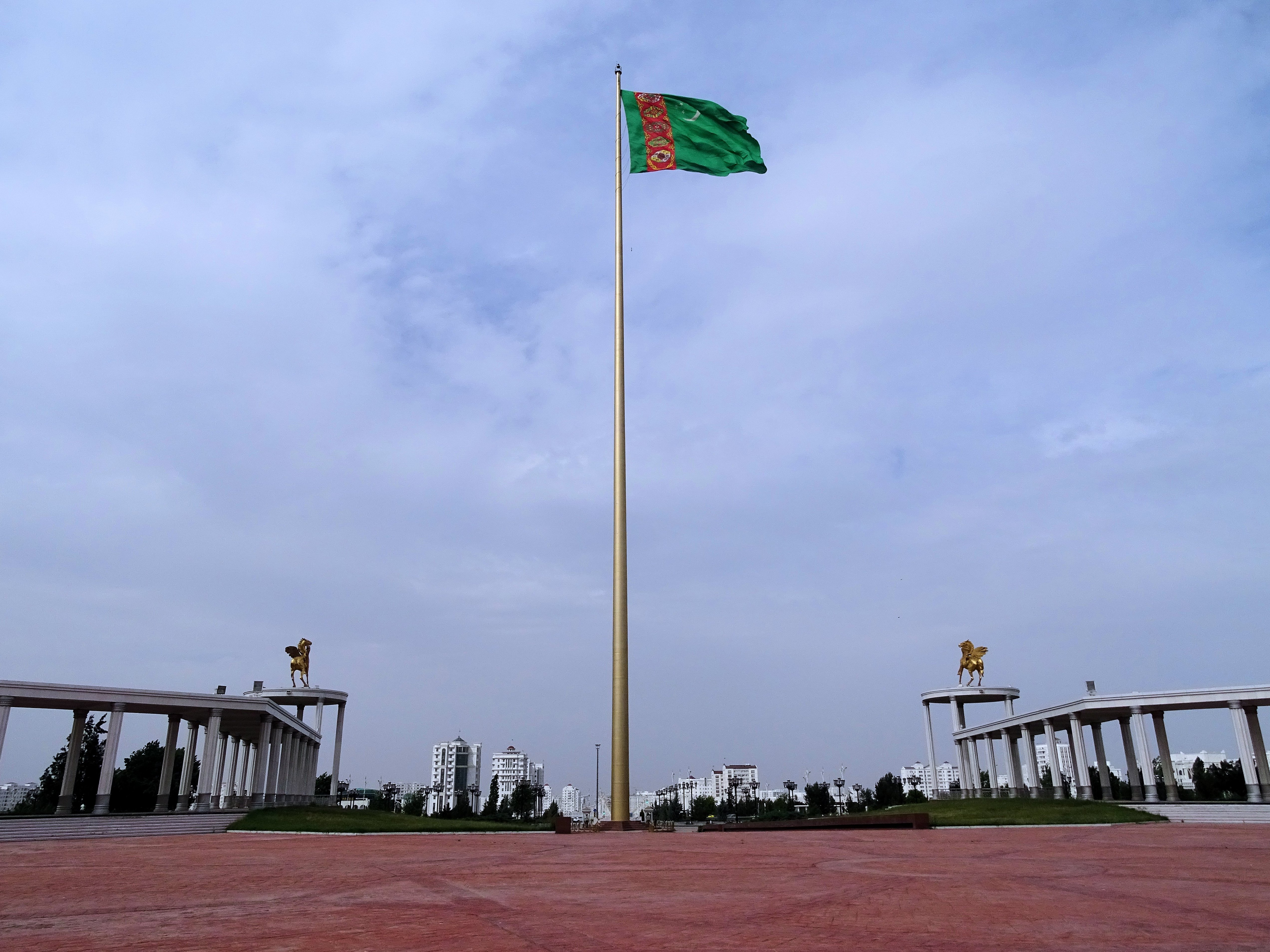
133 Meter hoher Mast in Aschgabat, Turkmenistan

### Rekorde
Von Trident Support errichtete Masten in den Vereinigten Arabischen Emiraten, Jordanien, Aserbaidschan, Tadschikistan und Turkmenistan hielten den Weltrekord für den höchsten Fahnenmast der Welt. Auch auf dem afrikanischen Kontinent und in Indien halten Trident-Support-Bauwerke den Höhenrekord.